# キア・セラトー
セラトー（Cerato ）は起亜自動車が2003年から2008年にかけて製造を行っていた小型車である。2008年に後継車種のフォルテ、2012年にフォルテの後継K3が登場したが、オーストラリア、ロシア、ブラジル、南アフリカ共和国など一部の地域では引き続き「セラトー」の車名が使用されている。
なお、車名の由来については不明であるが、「セラトー」は植物のルリマツリモドキ（学名Ceratostigma willmottianum）を指す語でもある。

## 概要
セラトーは韓国でセフィア/シューマの後継車種として2000年に発表された。開発コード名LD。北米では2代目スペクトラとして2004年モデルイヤーから販売開始された（初代スペクトラはセフィア）。ボディタイプは4ドアセダンと5ドアハッチバックの2種類で、ハッチバックは「セラトーユーロ」や「スペクトラ5」などの車名で販売された。
セラトーは現代自動車傘下に入ってから開発された車種であり、パワートレーンやプラットフォームをXD型エラントラと共有している。エンジンは当初ガソリンがアルファII1.6L、ベータII 2.0L、ディーゼルがU 1.5LとD 2.0Lというラインナップであった。
2006年にはフェイスリフトが行われ、フロントグリル、ターニングライトを含むヘッドライト、テールライト、トランクリッド、フロントバンパーのデザインが一新された。また、1.6Lガソリンエンジンが新開発のガンマに換装され、Uディーゼルが1.5Lから1.6Lに代わった。
セラトーの製造は華城工場（京畿道華城市）にて行われた。後継車種は、ヨーロッパ諸国ではスロバキアで生産される地域戦略車のシード、それ以外の地域ではフォルテとなる。なお、中国の東風悦達起亜汽車では現在でも製造・販売が行われている。

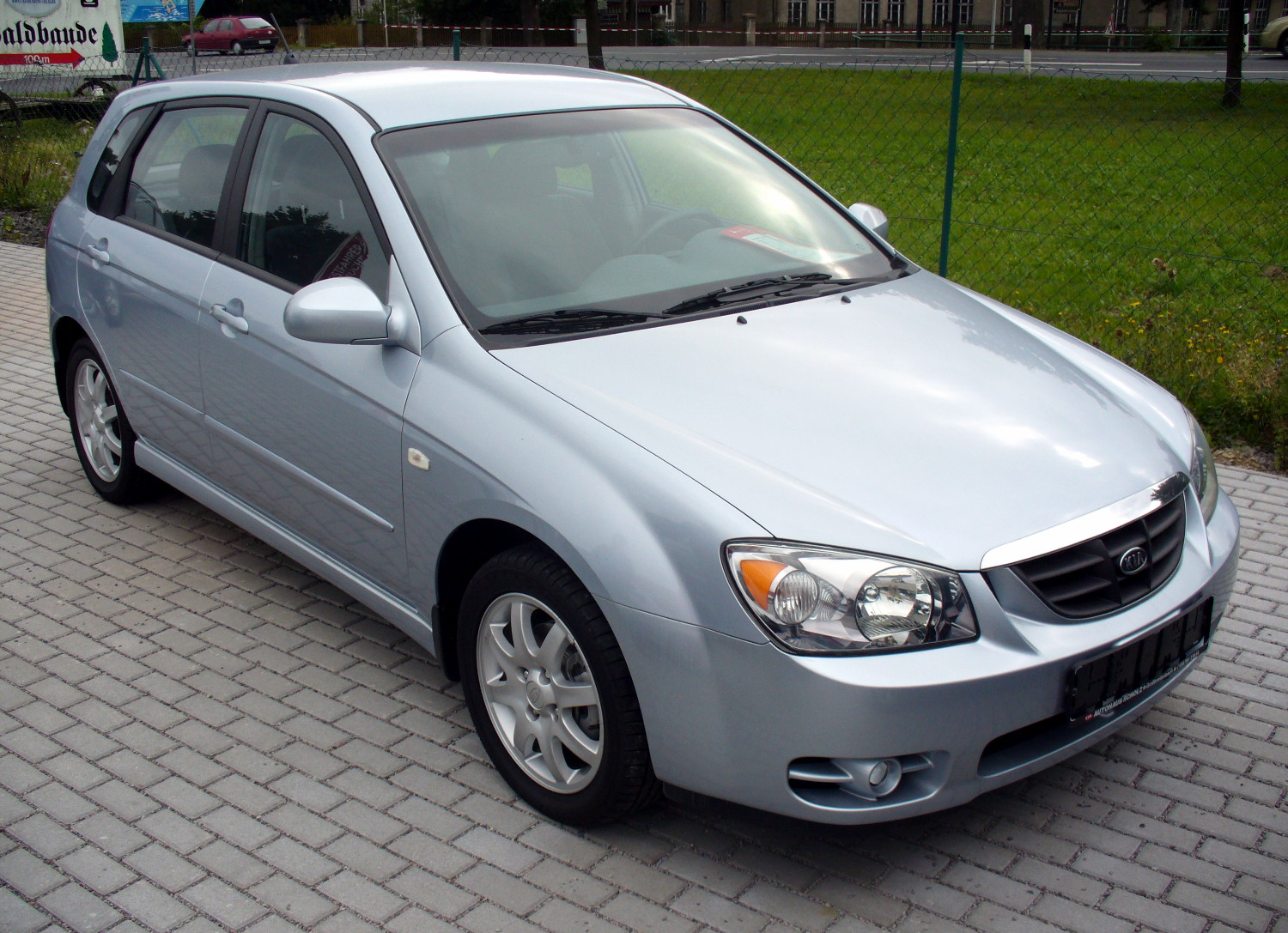
ハッチバック前期型（フロント）
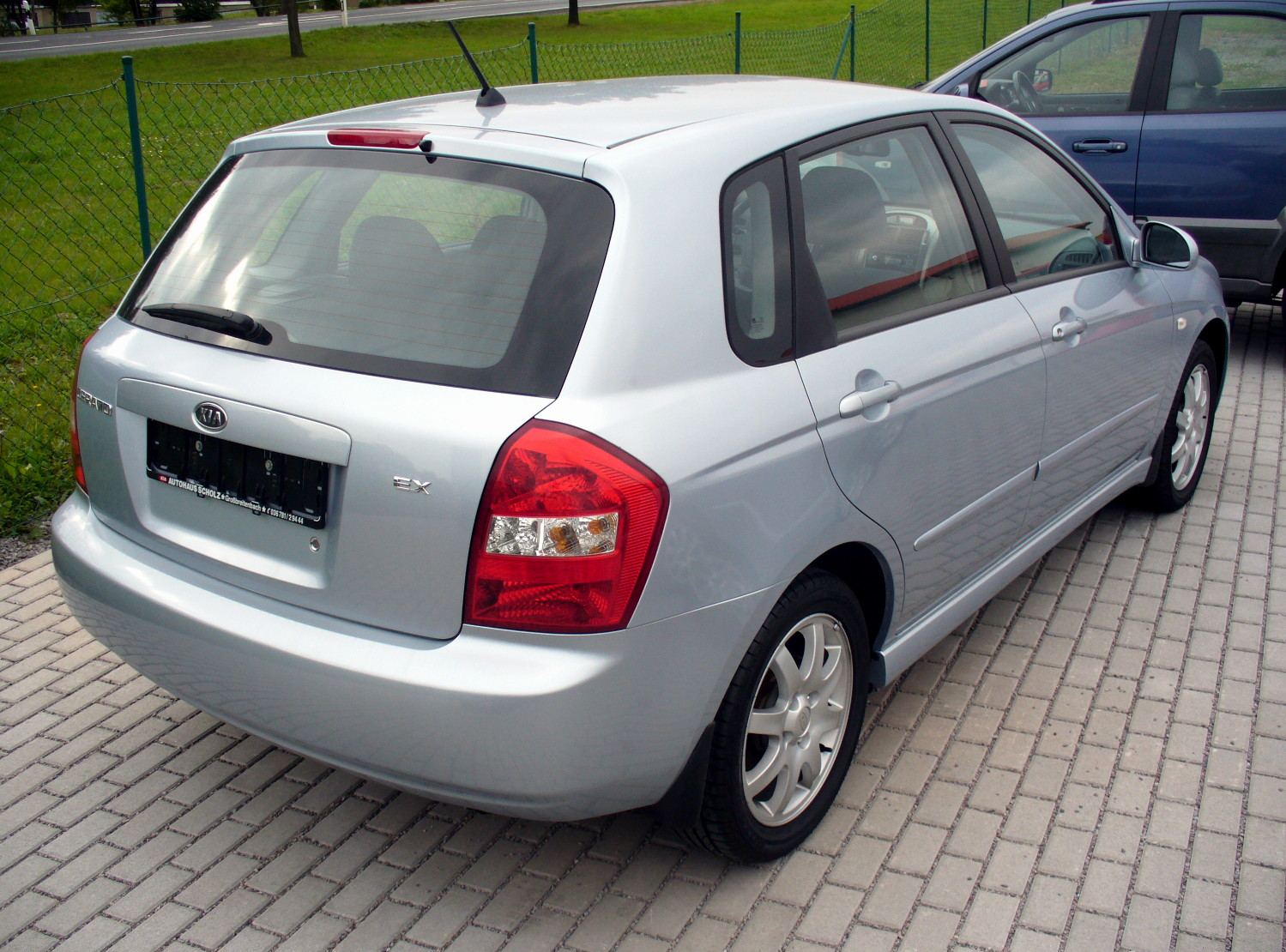
ハッチバック前期型（リア）
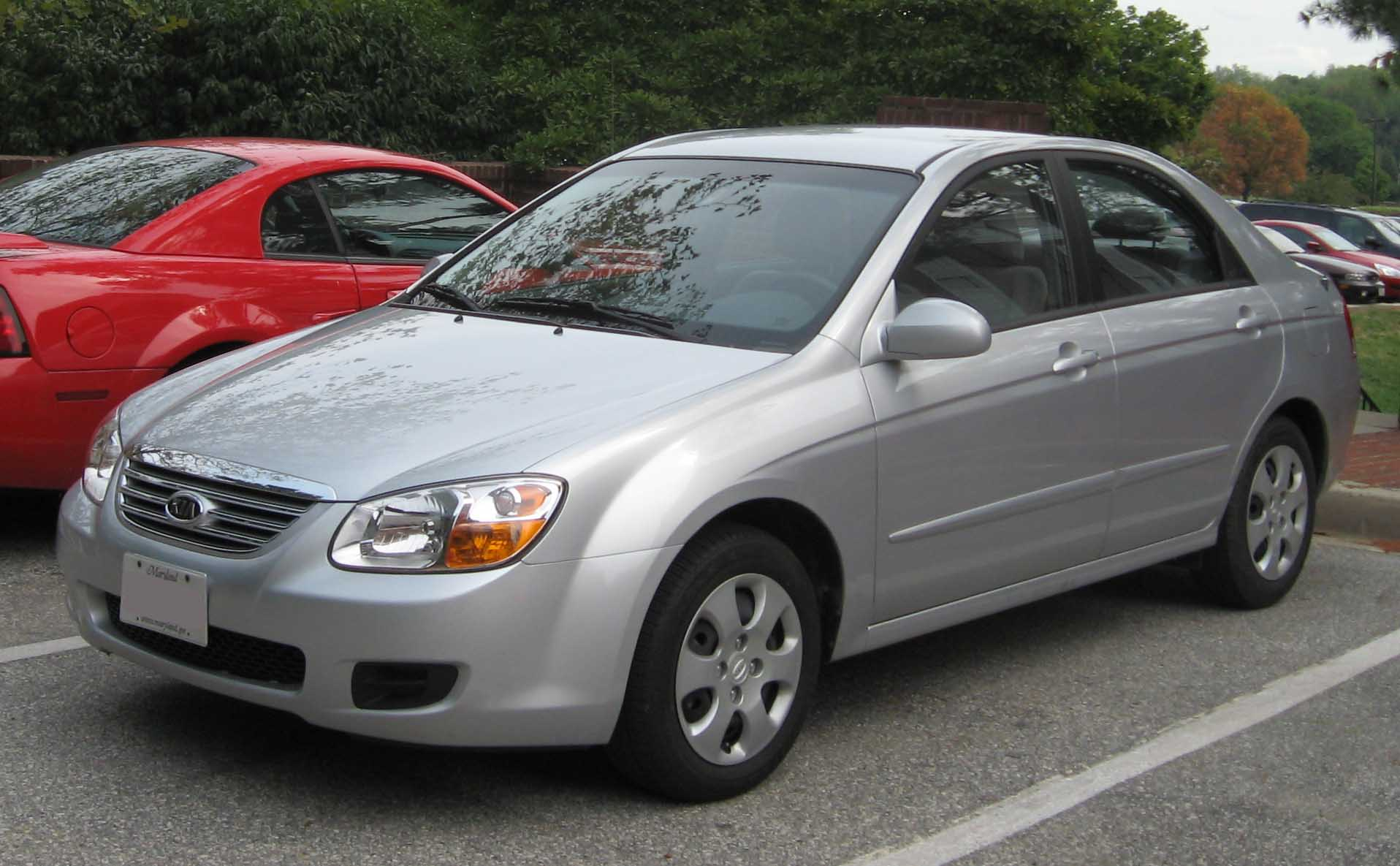
セダン後期型（フロント）
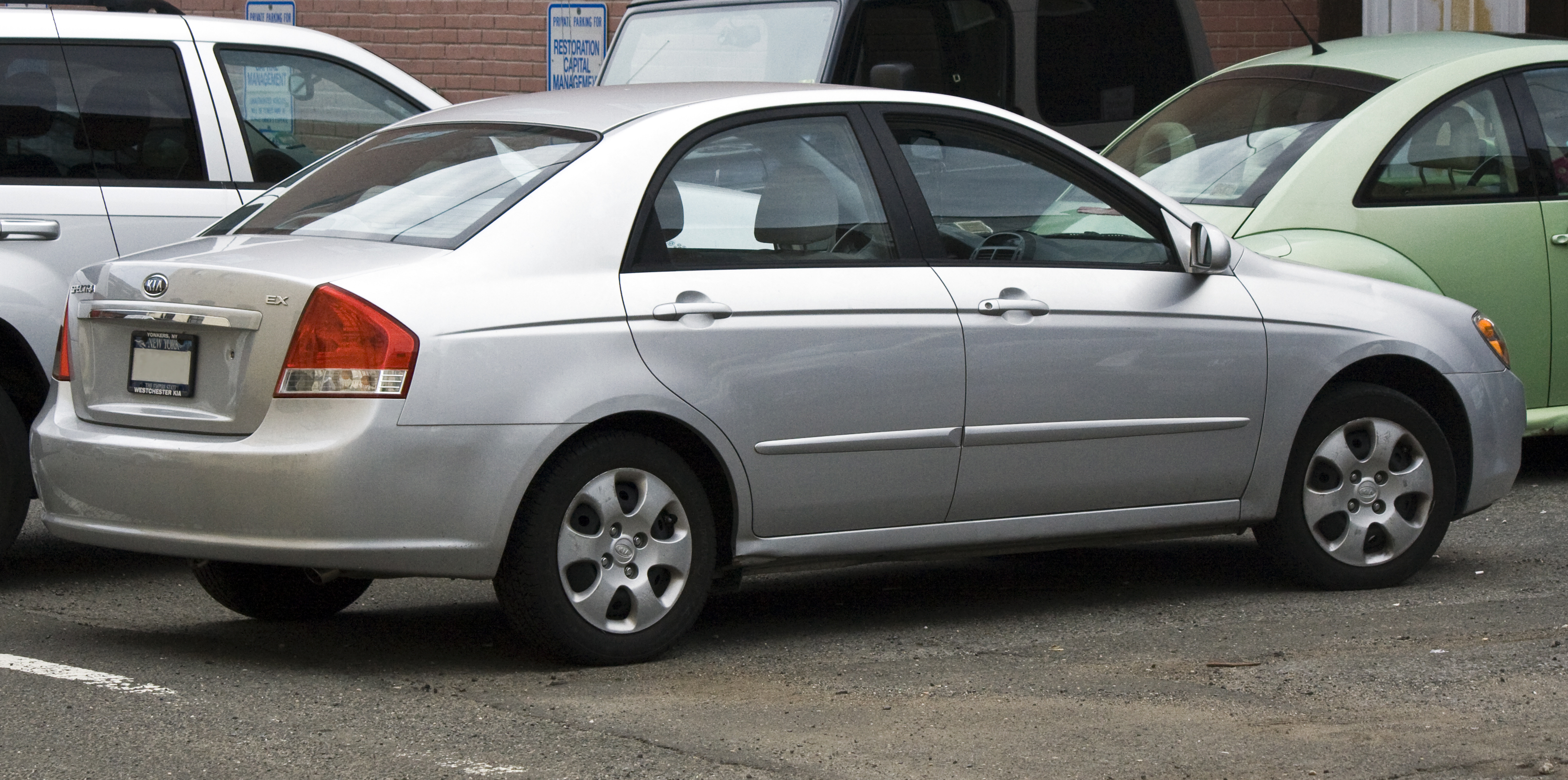
セダン後期型（リア）
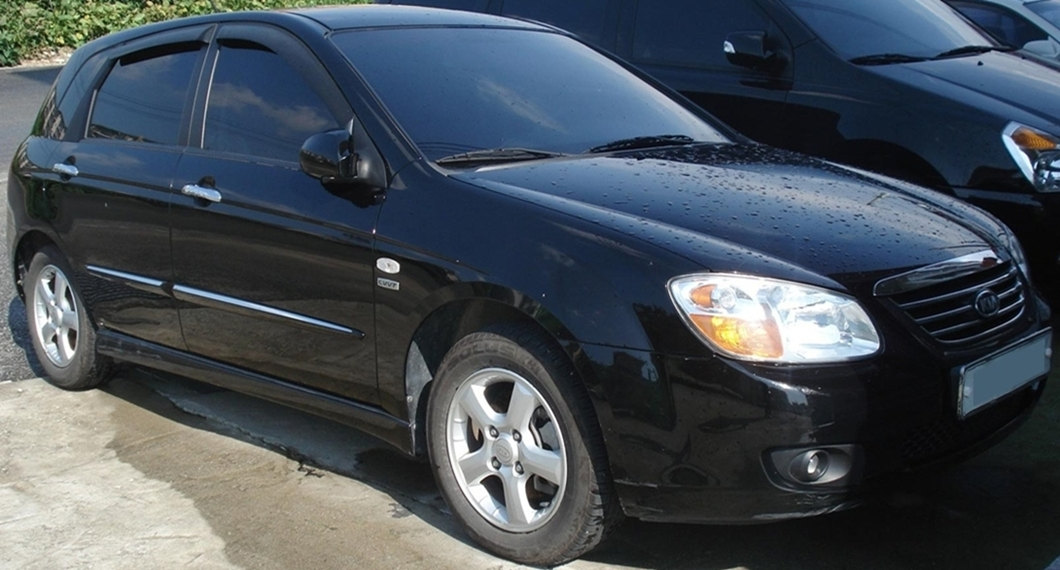
ハッチバック後期型（フロント）
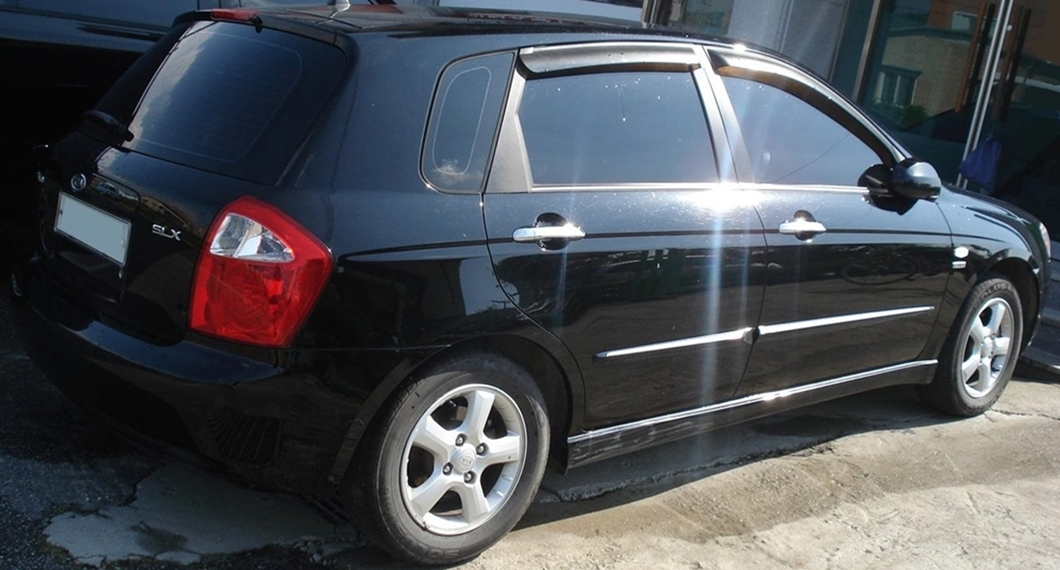
ハッチバック後期型（リア）